# Grumman Aerospace Corporation

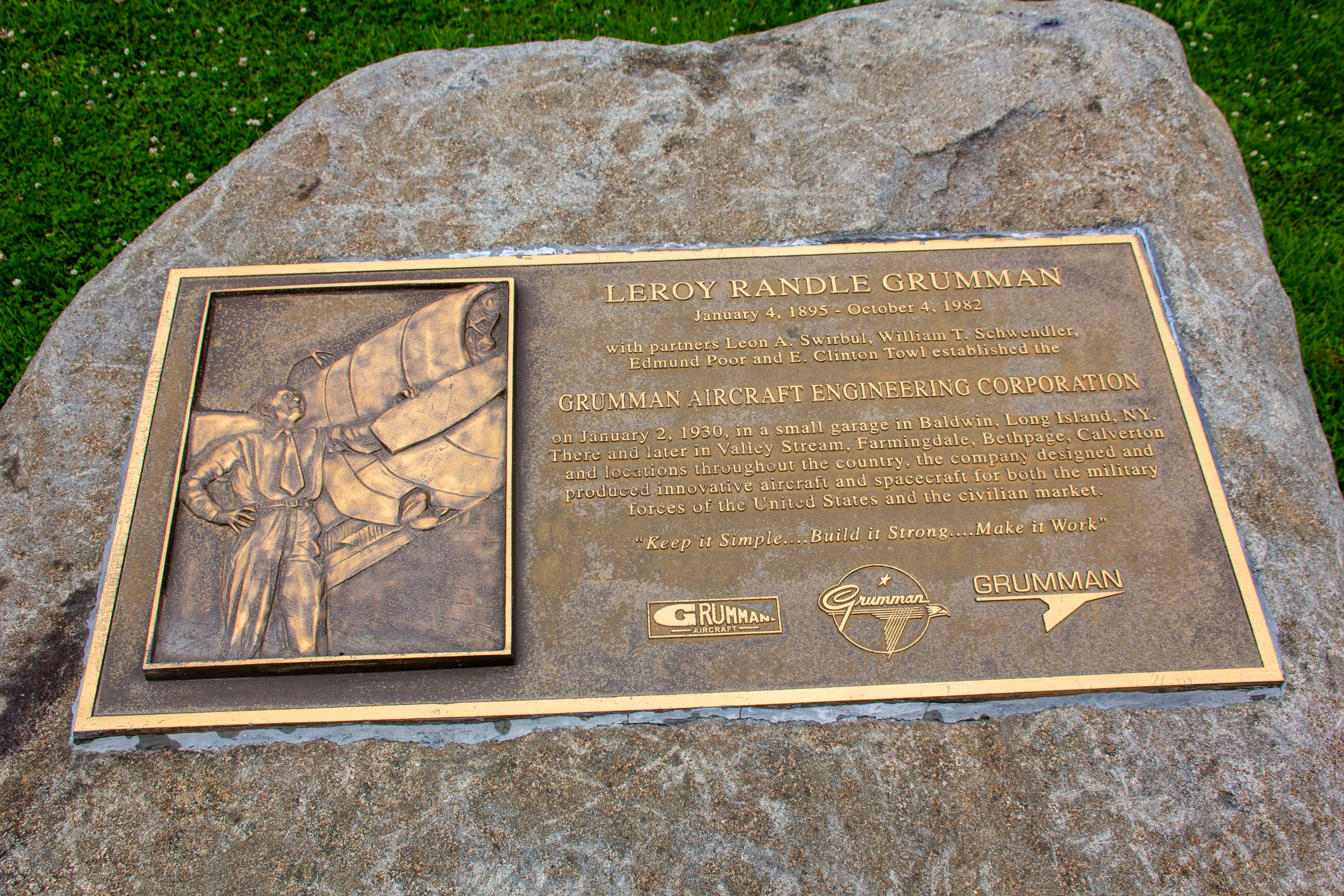
Leroy Grumman (1895–1982)

Die Grumman Aerospace Corporation (1929–1994) war ein US-amerikanischer Konzern, der sich auf den Bau von Flugzeugen, Komponenten für die Luft- und Raumfahrt sowie Avionik spezialisiert hatte. Des Weiteren war Grumman der Produzent des Grumman LLV (Long Life Vehicles) (1987–1994), dem Standardpostauto des United States Postal Service (USPS), welches auch heute noch eingesetzt wird. Durch Fusion mit der Northrop Corporation ging Grumman 1994 in Northrop Grumman auf.

## Gründungsgeschichte
Die Firma wurde am 5. Dezember 1929 in Baldwin eingetragen und nannte sich bis zum Jahre 1969 Grumman Aircraft Engineering Corporation. Die Gründer waren neben Leroy Grumman, der vorher die damals verkaufte Loening Aircraft Engineering verlassen hatte, auch Ed Poor, William Schwendler, Jake Swirbul und Clint Towl.

## Doppeldecker FF-1

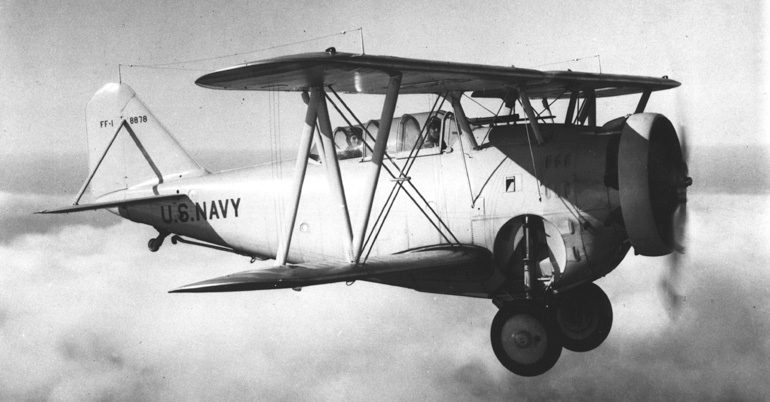
Grumman FF der U.S. Navy

Grumman stellte zunächst Schwimmer für die US Navy her. Das erste Flugzeug war die Grumman FF-1, ein Doppeldecker mit einziehbarem Fahrwerk. Die Firma etablierte sich schnell und zog deshalb in immer größere Firmensitze, zunächst nach Valley Stream, dann nach Farmingdale, um schließlich 1937 nur ein paar Kilometer entfernt in Bethpage ein Werk einzurichten.

## Zweiter Weltkrieg

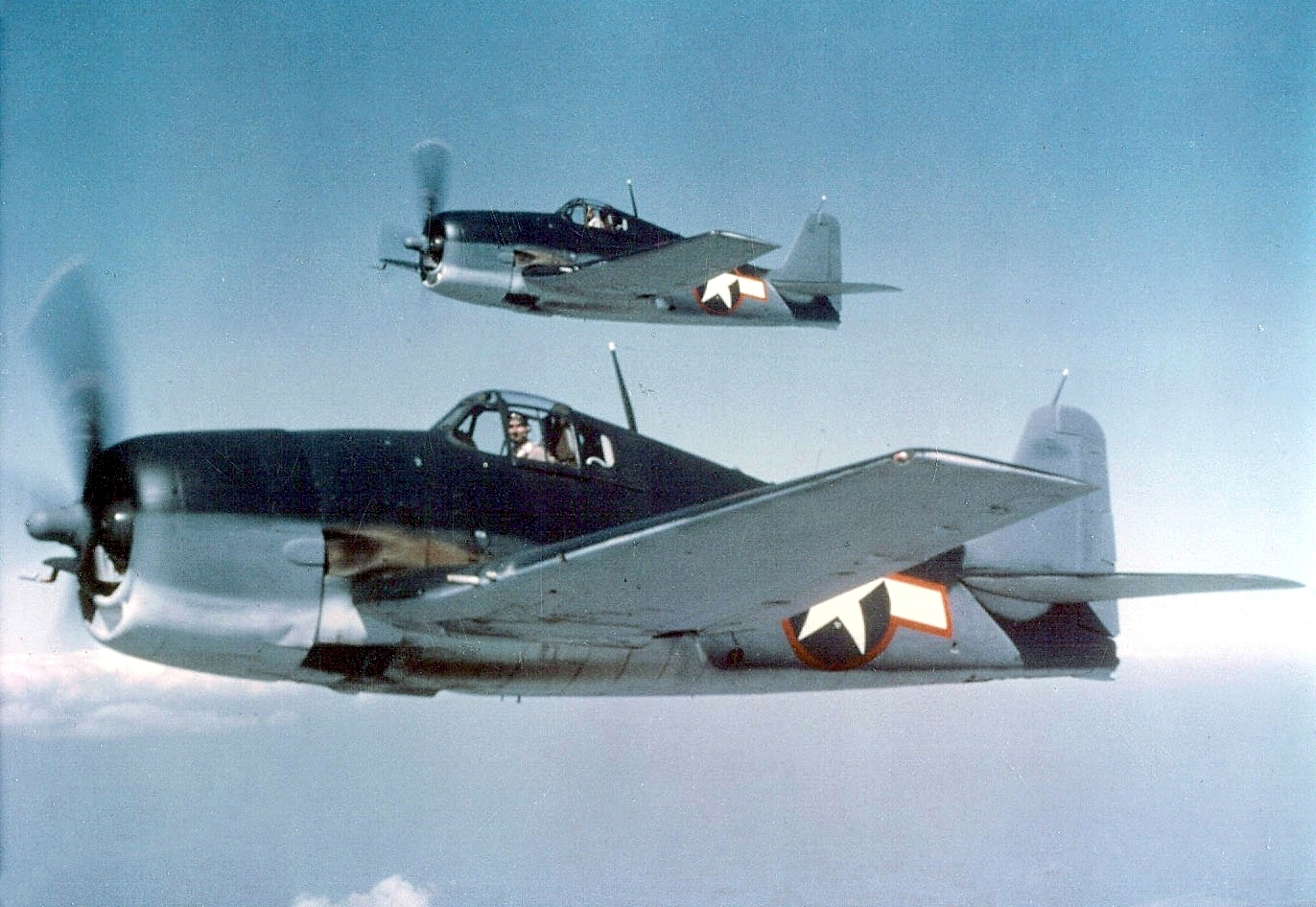
Zwei F6F-3

Im Zweiten Weltkrieg lieferte Grumman Kampfflugzeuge an die US Navy. Am bekanntesten wurden die Grumman F4F Wildcat, die Grumman F6F Hellcat und die Grumman TBF Avenger. Um die Produktionskapazitäten nach Ende des Zweiten Weltkriegs und dem Wegbrechen der militärischen Aufträge weiter auszulasten, erschloss das Unternehmen weitere Absatzmärkte. Unter anderem nahm es die Herstellung von Kanus aus Aluminium auf, mit denen Grumman zeitweilig eine marktbeherrschende Stellung erreichte.

Grumman entwickelte nach dem Zweiten Weltkrieg auch ein ziviles Geschäftsreiseflugzeug, die sehr erfolgreiche Grumman Gulfstream I.

## Mondlandefähre

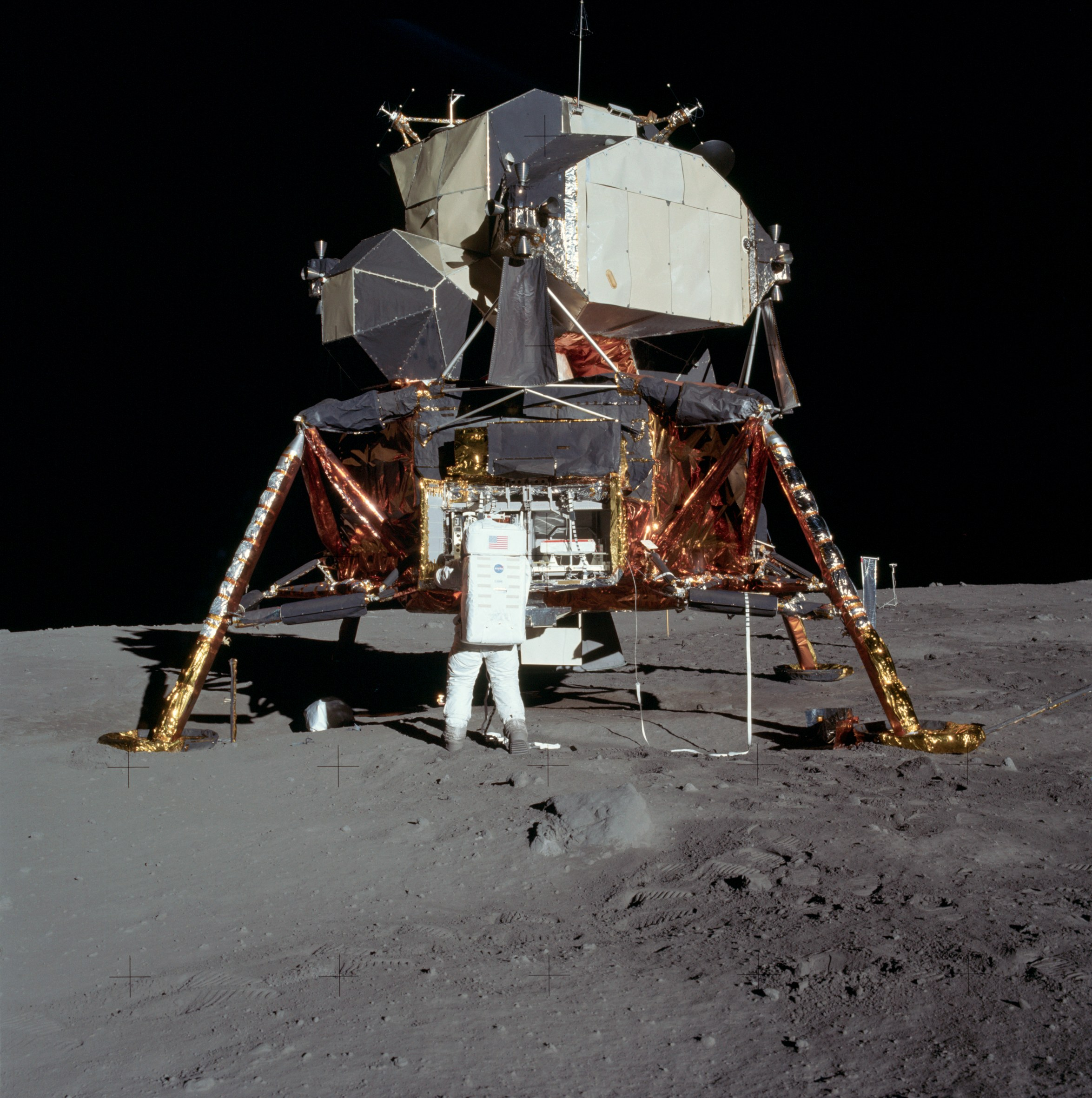
Landefähre Eagle (1969)

Am 7. Dezember 1962 erhielt das Unternehmen den Auftrag für die Entwicklung und Fertigung der Mondlandefähre für das Apollo-Programm, von der 16 Stück gebaut wurden. Mit dem Ende des Apollo-Programms versuchte Grumman weitere Aufträge für die NASA abzuwickeln, so die Entwicklung einer neuen Raumfähre, die jedoch von Rockwell verwirklicht wurde.

Zeitweilig engagierte sich Grumman in den 1960er-Jahren auch in der Meeresforschung, unter anderem in der Produktion des Forschungs-U-Bootes PX-15 Ben Franklin. 

## Nachkriegs-Militärflugzeuge
Bekannte Entwicklungen der 1960er- und 1970er-Jahre sind die A-6 Intruder, die E-2 Hawkeye und die F-14 Tomcat. 

## Business-Jet

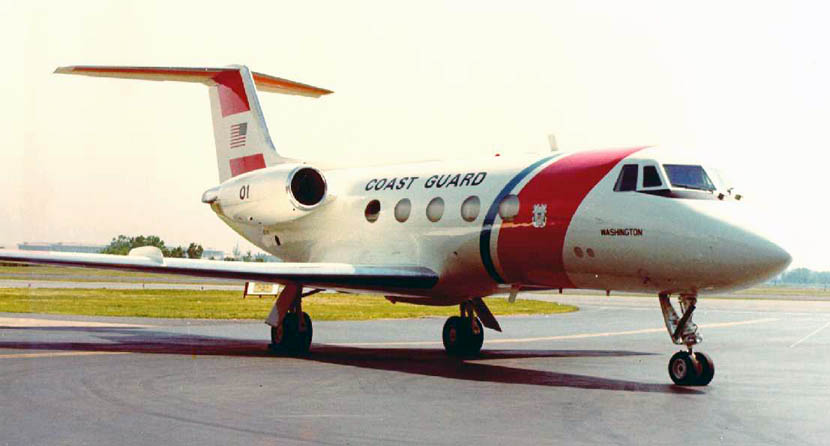
Grumman Gulfstream II

Am 1. Januar 1973 übernahm das Unternehmen die North American Aviation, um die Grumman American Aviation Corporation zu gründen. Diese stellte kleine Reiseflugzeuge wie die Grumman American AA-1 oder die AA-5, aber auch Business-Jets wie die Grumman Gulfstream II her. Bereits am 1. September 1978 verkaufte Grumman diesen Zweig an die American Jet Industries, woraus die Gulfstream American Corporation entstand.

## Northrop-Grumman
Mit dem Ende des Kalten Krieges und den nachlassenden Rüstungsausgaben geriet Grumman in finanzielle Schwierigkeiten. Deswegen schloss sich 1994 die Grumman Aerospace Corporation mit der Northrop Corporation zusammen, um die Northrop Grumman zu gründen.

## Firmenlogo
Im Verlauf der 65-jährigen Firmengeschichte wurden drei verschiedenen Logos verwendet:

Grumman Aircraft Engineering Corporation Logo 1929–1940
Grumman Aircraft Engineering Corporation Logo 1941–1969
Grumman Aerospace Corporation Logo 1969–1994

## Nutzfahrzeugherstellung

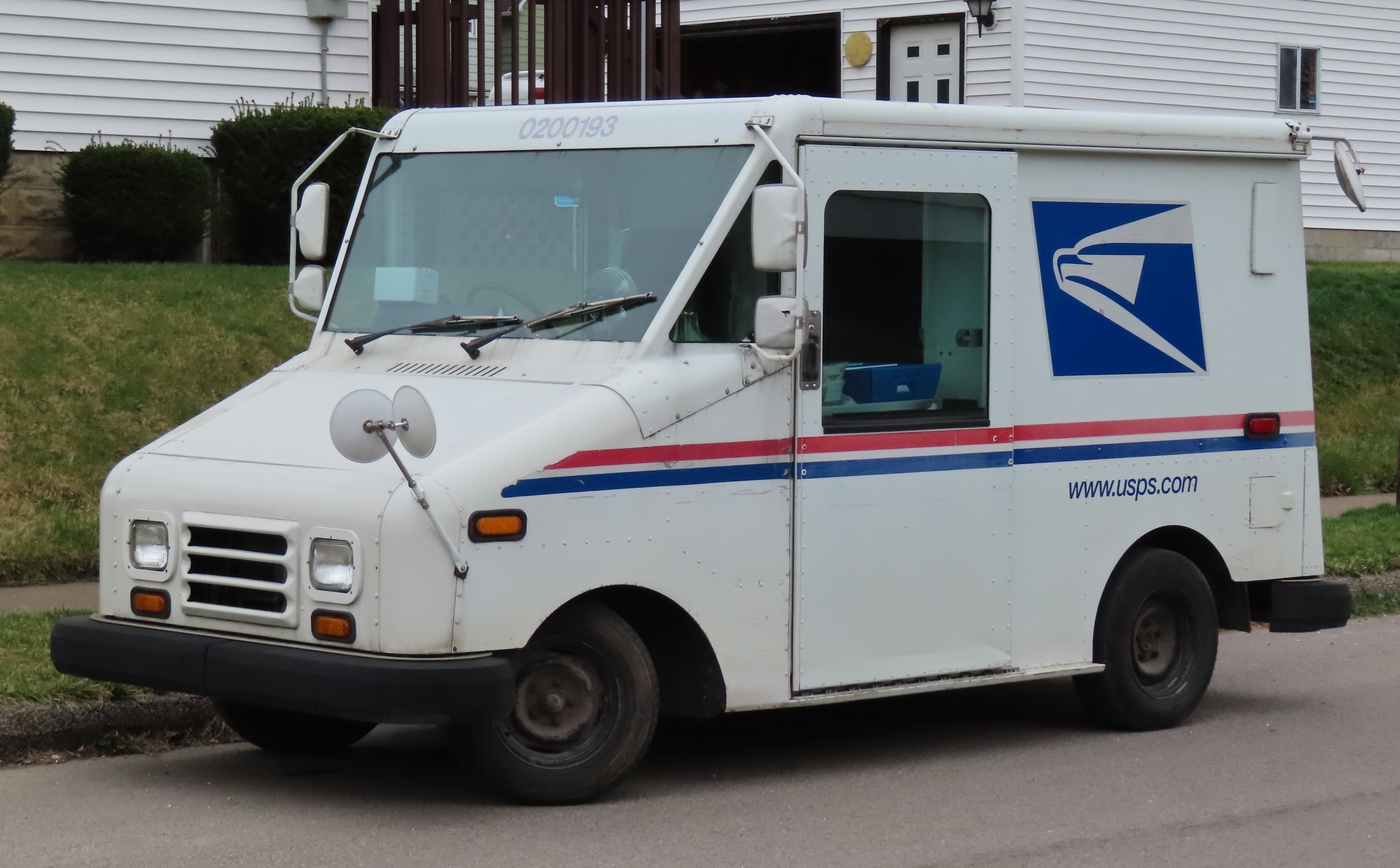
Grumman LLV

Grumman war zudem der Hersteller des Grumman LLV (Long Life Vehicles), das als Zustellfahrzeug des USPS von 1987 bis 1994 gebaut wurde und auch heute noch (Stand 2022) eingesetzt wird.